# Brooke Hanson
Brooke Hanson, née le 18 mars 1978 à Manly, est une nageuse australienne.
Le 20 novembre 2007, elle annonce arrêter sa carrière sportive, notamment à cause d'une électrocution subie dans un spa en 2007,.

## Palmarès

### Jeux olympiques d'été
- Jeux olympiques de 2004 à Athènes
  -  Médaille d'or du 4 × 100 m 4 nages
  -  Médaille d'argent du 100 m brasse

### En grand bassin
- Championnats du monde 2003 à Barcelone
  -  Médaille d'argent du 50 m brasse
- Championnats du monde 2005 à Montréal
  -  Médaille d'or au titre du relais 4 × 100 m quatre nages (ne participe qu'aux séries)
  -  Médaille de bronze du 50 m brasse

#### En petit bassin
- Championnats du monde 2000 à Athènes
  -  Médaille de bronze du 200 m brasse
- Championnats du monde 2004 à Indianapolis
  -  Médaille d'or du 50 m brasse
  -  Médaille d'or du 100 m brasse
  -  Médaille d'or du 200 m brasse
  -  Médaille d'or du 100 m 4 nages
  -  Médaille d'or du 200 m 4 nages
  -  Médaille d'or au titre du relais 4 × 100 m 4 nages
- Championnats du monde 2006 à Shanghai
  -  Médaille d'or du 100 m 4 nages
  -  Médaille d'argent du 50 m brasse